# مذبحة هوي
مذبحة هوي أو (مذابح هوي) هي عبارة عن مجموعة الأعمال الوحشية التي تم ارتكابها ضد المدنيين القاطنين في مدينة هوي عاصمة مقاطعة ثوا ثن هو في الفيتنام، والتي كانت سابقا مركز الحكومة الفيتنامية الجنوبية وقاعدة للقوات الأمريكية خلال الحرب الفيتنامية، حيث يقال بأن هذه الأعمال حصلت خلال فترة استيلاء وتواجد ومن ثم انسحاب قوات الفيتنام الشمالية والقوات المسلحة للجبهة الوطنية لتحرير جنوب الفيتنام من المدينة وذلك في الفترة ما بين 31 يناير 1968 وأواخر شهر فبراير.

## بداية الأحداث
في نهاية عام 1967 م و بداية عام 1968 م قررت القوات المسلحة للجبهة الوطنية لتحرير جنوب الفيتنام بالتعاون مع القوات الفيتنامية الشمالية البدء بهجوم سُمي هجوم تيت وهو عبارة عن مجموعة من الهجمات على قرى الفيتنام الجنوبية و أماكن تواجد القوات الأمريكية الهدف منه توجيه ضربة قوية للقوات الأمريكية ولحكومة الفيتنام الجنوبية المتعاونة مع الأمريكان ولكل من كان متعاونا أو متعاطفا مع الأمريكان. وبالفعل فمع بداية السنة القمرية الفيتنامية الجديدة واحتفالات عيد التيت و ذلك بتاريخ 31 يناير 1968 قامت مجموعات من القوات المسلحة للجبهة الوطنية لتحرير جنوب الفيتنام قوامها 70.000 مقاتل بالتوغل في الأراضي التابعة للحكومة الفيتنامية الجنوبية والقرى التي تتواجد فيها القوات الأمريكية واستولوا على العديد منها.
كانت هذه الهجمات مفاجئة لكل من الحكومة الفيتنامية الجنوبية والقوات الأمريكية وذلك لأنها ترافقت مع توقيت احتفالات تيت، إذ كان الظن بأن قوات الجبهة لن تقدم على الهجوم بسبب الاحتفالات، ولكن ما لم تعلمه الحكومة الفيتنامية الجنوبية والقوات الأمريكية هو أن قوات الجبهة سبق لهم وأن احتفلوا بالعام الجديد قبل يومين من موعده وذلك تمهيدا لهجوم تيت، ومن ضمن الأماكن والقرى التي دخلتها قوات الجبهة كانت مدينة هوي.

## الأحداث[2]

### مرحلة إعادة ترتيب المدينة
بعد دخول قوات الجبهة مدينة هوي قاموا بتشكيل حكومة مؤقتة بدل الحكومة السابقة المتعاونة مع القوات الأمريكية عن طريق تجريد أعضاء إدارة الحكومة السابقة من مناصبهم وتنصيب إدارة ثورية جديدة وهكذا فقد ألقوا القبض على كل العناصر الطاغية والرجعية في المدينة بحسب ما سمتهم تقارير الاستخبارات التابعة للجبهة، وقُسِّم المعتقلون إلى:
- جنود جيش الفيتنام الجنوبية وموظفو الدولة وأعضاء الأحزاب السياسية ورجال الدين بالإضافة إلى الأمريكان والأجانب المدنيين المتواجدين في المدينة، وكان من المفترض إرسالهم لاحقا للمحاكمة بسبب جرائمهم ضد الشعب الفيتنامي.
- العاملين البارزين في قاعدة سايغون، وأصحاب النفوذ في المدينة والقادة العسكريين، تم إرسالهم فورا خارج المدينة ليُنظر في أمرهم.
- العاملين المدنيين في قاعدة سايغون الذين لم يعادوا الجبهة، تم اعتقالهم لتتم إعادة تأهيلهم ومن ثم إعادتهم للعمل.
- صغار العاملين والذين سبق لهم وأن شاركوا ببعض الأعمال العسكرية لصالح الحكومة القديمة والقوات الأمريكية، تم اعتقالهم لتتم إعادة تأهيلهم ولكن من دون إعادتهم للعمل.
- الأفراد الذين حاولوا المقاومة أو الهرب فقد تم إعدامهم فورا

### الأسابيع الأربعة
استطاعت الجبهة الوطنية لتحرير جنوب الفيتنام وجيش الفيتنام الشمالية الاستيلاء على المدينة لمدة تقارب الأربع أسابيع، حيث استمرا خلالها بتمشيط المدينة واعتقال المتعاونين أو المتعاطفين مع التواجد الأمريكي في الفيتنام وخلال هذه الفترة بدأت قوات المارينز الأمريكي والجيش الأمريكي بالإضافة إلى جيش الفيتنام الجنوبية بتحضير هجوم معاكس بغية استعادة المدينة، وبالفعل بدأت قوات البحرية الأمريكية بالإضافة إلى القوات الجوية الأمريكية بقصف الأماكن المحيطة بالمدينة، مما أجبر الجبهة على إرسال بعض المعتقلين الذين بحوزتهم إلى خارج المدينة وإعدام بعضهم الآخر.

### سقوط المدينة
في أواخر شهر فبراير من عام 1968 استطاعت القوات الأمريكية إعادة المدينة لسيطرتها وبحسب التقارير الصادرة عن القوات الأمريكية وسلطات الحكومة الفيتنامية الجنوبية فقد تم الكشف عن العديد من المقابر الجماعية والتي احتوت على جثث الأشخاص الذين قامت قوات الجبهة الوطنية لتحرير جنوب الفيتنام وجيش الفيتنام الشمالية بإعدامهم سواء بعد محاكمتهم أو بدون محاكمتهم.

## الإحصائيات والأرقام
بالنسبة للإحصائيات والأرقام عن المذبحة فهي متفاوتة جدا وذلك بحسب الجهة التي أصدرتها والأشخاص الذين قاموا بإعدادها وربما تكون المقالة التي تقدم بها بورتر دي غاريث  (بالإنجليزية: Porter D Gareth)‏ هي أفضل المقالات التي تعكس التباين الكبير في الإحصائيات:
كتب بورتر بتاريخ 24 يونيو 1974  أن الرواية الأساسية التي تحدثت عما حدث في هوي بينت بأن السلطات عثرت على 3.000 جثة في مقابر جماعية من أصل 4.700 شخص تم إعدامهم من قبل الجبهة الوطنية لتحرير جنوب الفيتنام وجيش الفيتنام الشمالية ولكن بورتر أشار في مقالته كيف أن السلطات منعت أي من المصورين والصحفيين المتواجدين بالمدينة بالتوجه إلى أي من تلك المقابر لتوثيق الحادثة، وأيضا ففي أواخر شهر فبراير تم الإعلان عن الكشف عن 300 جثة لموظفين حكوميين تم إعدامهم من قبل الجبهة ولكن لم يسمح لأحد من الصحفيين بالذهاب لتوثيق الحادثة وزيادة على ذلك ففي التقارير النهائية لما حدث لم تقم التقارير بذكر حادثة الـ 300 جثة تلك.
و يتابع بورتر بأنه لدى وصول الصحفي من مجلة التايم اللندنية ستيوارت هاريس (بالإنجليزية: Stewart Harris)‏ إلى مدينة هوي تم الإعلان رسميا عن اكتشاف مقبرة جماعية تحتوي 400 جثة وعندما أراد ستيوارت توثيق الأمر تم إرساله إلى قرية أخرى احتوت على مقابر لجثث سبق وتمت إعادة دفنها، وأيضا جاء في أحد الإعلانات الرسمية بأنه تم الكشف عن 22 مقبرة جماعية احتوت على 200 أي بمعدل 9 لكل قبر ولكن عندما ذهب ستيوارت إلى موقع الحادثة أخبره مساعده الفيتنامي بأن كل مقبرة كانت تحوي ما بين 3 إلى 7 جثث مما يؤدي إلى تخفيض عدد الجثث من 200 إلى 66 كحد أدنى أو 150 جثة كحد أعلى، ويستمر بورتر بذكر العديد من الحوادث والقصص المتعلقة بإحصائيات ما حدث في هوي ليظهر بشكل قاطع بأن البيانات و الإحصائيات تم التلاعب بها بما يخدم المصلحة الأمريكية.
أما الكاتب دوغلاس بايك  فقد جاء في كتابه «سياسة الإرهاب للفييت كونغ»  بأن عدد المدنيين المفقودين والموتى يصل إلى 5.800 شخص  وأن أغلبهم ميت.